# Morozzo (famiglia)
Morozzo, nobile famiglia piemontese, che trasse il proprio nome dal paese di Morozzo, di cui era signora. Furono anche signori di Bredulo, Vasco, Roccadebaldi e Bianzi. Gezone, vissuto nel X secolo, fu il probabile capostipite della famiglia.

## Esponenti illustri
- Francesco Morozzo (?-1380), vescovo di Asti
- Ludovico Morozzo (?-1530?), cavaliere gerosolimitano
- Marco III Morozzo (?-1621), uomo d'armi
- Carlo Filippo Morozzo (1588-1661), senatore
- Lodovico Francesco Morozzo (1612-1677), religioso
- Carlo Francesco Morozzo (1628-1699), ambasciatore e gran cancelliere dell'Ordine dei Santi Maurizio e Lazzaro
- Carlo Giuseppe Morozzo (?-1729), vescovo di Bobbio e di Saluzzo
- Carlo Giuseppe Morozzo (?-1799), vescovo di Fossano
- Carlo Lodovico Morozzo (1743-1804), chimico e naturalista
- Giuseppe Morozzo Della Rocca (1758-1842), cardinale
- Enrico Morozzo Della Rocca (1807-1897), ministro della guerra del Regno di Sardegna
- Federico Morozzo della Rocca (1878-1971), generale